# 2006年納斯達克100公開賽
2006年邁阿密大師賽于2006年3月20日至4月2日在美國邁阿密舉行，又稱2006年纳斯达克100公开赛，為第22屆賽事，在ATP為大師系列賽之一，在WTA為一級錦標賽，這是一項男女合辦的賽事，舉辦於克蘭登公園網球中心。

## 冠軍

### 男子單打
羅傑·費德勒 擊敗  伊万·柳比契奇（7–65, 7–64, 7–66）
- 這是費德勒職業生涯第37個單打冠軍。

### 女子單打
斯维特拉娜·库兹涅佐娃 擊敗  玛丽亚·莎拉波娃（6–4, 6–3）
- 這是库兹涅佐娃職業生涯第6個單打冠軍。

### 男子雙打
約納斯·比約克曼 /  马克斯·米尔内

### 女子雙打
麗莎·雷蒙德 /  萨曼莎·斯托瑟

## 外部連結
- 官方網址